# Operation Stella Polaris

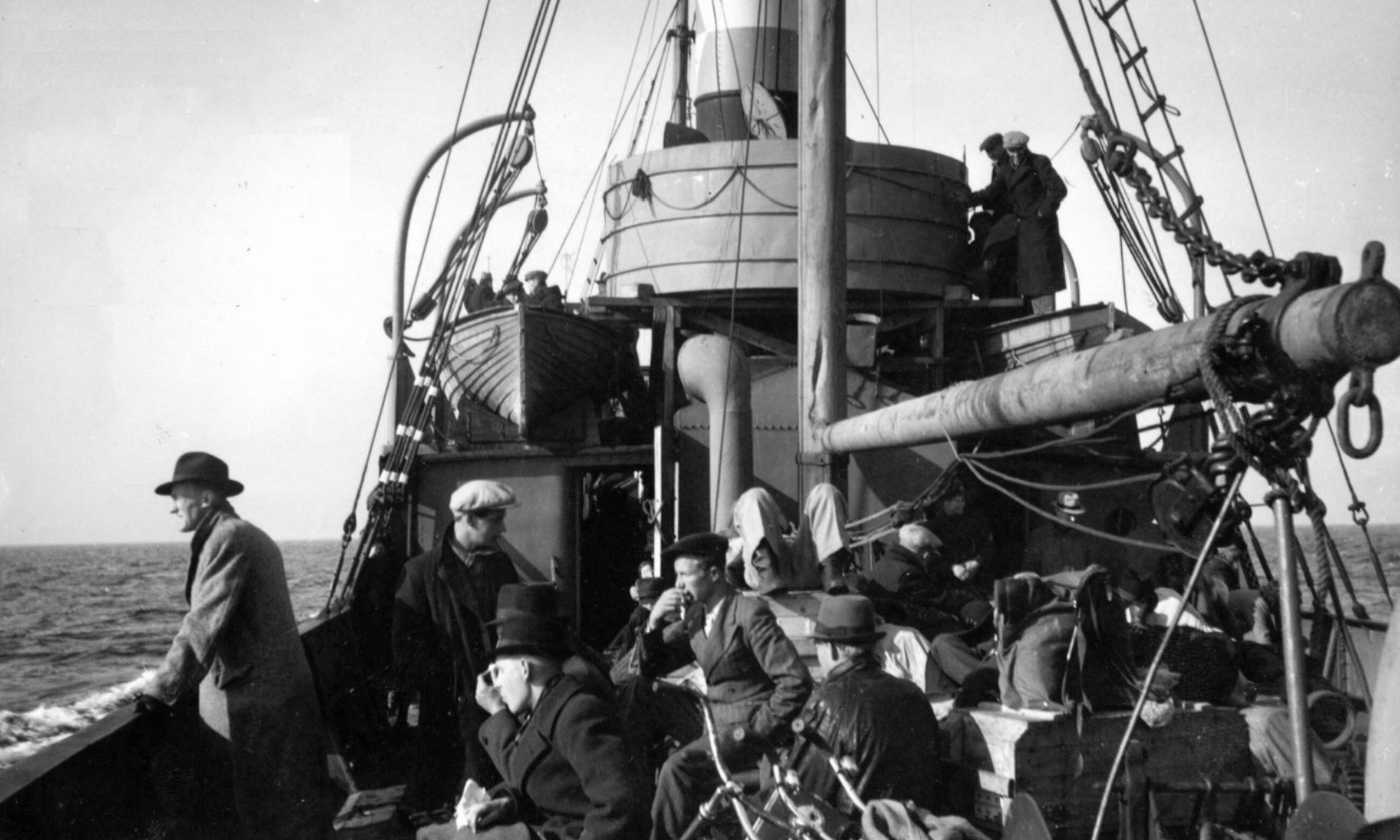
Finnische Geheimdienstmitarbeiter auf einem Schiff im Bottnischen Meerbusen während der Überfahrt von Närpes (Finnland) nach Härnösand (Schweden) am 22. September 1944

Stella Polaris (lateinisch „Polarstern“) war der Deckname einer geheimen Operation zur Auslagerung von Technik und Spezialisten der Fernmeldeaufklärung und Kryptoanalyse aus Finnland. Ende September 1944 kamen vier Schiffe in Schweden an. An Bord befanden sich etwa 750 Spezialisten mit ihren Familien sowie eine große Anzahl an Geräten und Dokumentation.
Die Operation wurde vom japanischen Militärattaché in Helsinki und Stockholm organisiert. Wesentlich beteiligt war Erkki Pale.